# غاسبيه (كيبك)
غاسبيه، كيبك (بالإنجليزية: Gaspé)‏ هي مدينة كندية تقع في مقاطعة كيبك. تبلغ مساحة هذه المدينة 1120.6193 (كم²)، ويبلغ عدد سكانها 14819 نسمة حسب إحصاء سنة 2006 م، بينما كان يسكنها 14932 نسمة في سنة 2001 م. تحتل هذه المدينة المرتبة رقم 258 بين مدن كندا حسب عدد السكان والمرتبة رقم 67 في المقاطعة. النمو السكاني في هذه المدينة يقدر بـ(-0.8).

## توأمة
لغاسبيه (كيبك) اتفاقيات توأمة مع:
- بويرتو مونت

## وصلات خارجية
- الأطلس الحكومي لكندا
- إحصاءات كندا مع ساعة تعداد السكان